# Џон Керју Еклс
Сер Џон Керју Еклс (енгл. John Carew Eccles, 27. јануар 1903 – 2. мај 1997) био је аустралијски неурофизиолог и филозоф који је 1963. добио Нобелову награду за физиологију и медицину за свој рад на синапси. Награду је поделио са Ендруом Хакслијем и Аланом Лојдом Хоџкином.

## Биографија
Еклс је рођен у Мелбурну, Аустралија. Тамо је одрастао са своје две сестре и родитељима: Вилијамом и Мери Керју Еклс (обоје учитељи, који су га школовали код куће до његове 12. године). Са 17 година добио је стипендију за студије медицине на Универзитету у Мелбурну. Као студент медицине, никада није успео да нађе задовољавајуће објашњење за интеракцију ума и тела; почео је да размишља о томе да постане неуронаучник. Дипломирао је (са одликом прве класе) 1925, и добио је Родс стипендију за студирање код Чарлса Скота Шерингтона на Магдален колеџу, Оксфордски универзитет, где је 1929. добио докторат филозофије.
1937. Еклс се вратио у Аустралију, где је радио на војним истраживањима током Другог светског рата. За то време Еклс је био директор Канематсу института на Медицинском факултету у Сиднеју, он и Бернард Кац су држали истраживачка предавања на Универзитету у Сиднеју, снажно утичући на његово интелектуално окружење. После рата постао је професор на Универзитету Отаго на Новом Зеланду. Од 1952. до 1962. радио је као професор на Школи за медицинска истраживања Џона Кертина (ЈЦСМР) Аустралијског националног универзитета. Од 1966. до 1968. Еклс је радио на Медицинском факултету Фајнберг на Универзитету Нортвестерн у Чикагу.

### Каријера
Почетком 1950-их Еклс и његове колеге су спровели истраживање које је довело до његовог добијања Нобелове награде. За проучавање синапси у периферном нервном систему, Еклс и колеге су користили рефлекс истезања као модел, који се лако проучава јер се састоји од само два неурона: сензорног неурона (мишићног вретена) и моторног неурона. Сензорни неурон синапсира на моторни неурон кичмене мождине. Када се струја пренесе у сензорни неурон у квадрицепсу, моторни неурон који инервира квадрицепс производи мали ексцитаторни постсинаптички потенцијал (ЕПСП). Када се слична струја прође кроз тетиву колена, мишић супротан квадрицепсу, инхибицијски постсинаптички потенцијал (ИПСП) се производи у моторном неурону квадрицепса. Иако један ЕПСП није био довољан да покрене акциони потенцијал у моторном неурону, збир неколико ЕПСП-а из више сензорних неурона који синапсирају на моторни неурон може изазвати покретање моторног неурона, чиме се контрахују квадрицепси. С друге стране, ИПСП би могли да одузму од ове суме ЕПСП, спречавајући моторни неурон да се активира.
Осим ових суштинских експеримената, Еклс је био кључан за низ важних догађаја у неуронауци. До око 1949. Еклс је веровао да је синаптички пренос првенствено електрични, а не хемијски. Иако је погрешио у овој хипотези, његови аргументи су навели њега и друге да изведу неке од експеримената који су доказали хемијски синаптички пренос. Бернард Кац и Еклс радили су заједно на неким експериментима који су разјаснили улогу ацетилхолина као неуротрансмитера у мозгу.